# Абдухамідулло Расулов
Абдухамідулло Расулов (узб. Abduhamidullo Rasulov; нар 10 січня 1976; Ташкент, Узбецька РСР, СРСР) — узбецький футбольний арбітр, помічник головного судді. У 2012 році був визнаний кращим боковим арбітром Азії.

## Біографія
Абдухамідулло Расулов народився 10 січня 1976 року в столиці Узбецької РСР — Ташкенті. З 2005 року став помічником головного судді міжнародного рівня. У 2011 році з бригадою Равшана Ірматова брав участь у матчах Кубка Азії 2011 року. У 2013 році з тією ж бригадою судив матчі Кубка Конфедерацій. Влітку 2014 року також із бригадою Ірматова обслужив чотири матчі чемпіонату світу 2014 року в Бразилії. У 2015 році Абдухамідулло Расулов був введений до списку помічників головного судді на Кубку Азії 2015.
У 2018 році рішенням ФІФА був обраний як лінійний арбітр у бригаді Ірматова для обслуговування матчів чемпіонату світу в Росії,..